# Oreodera advena
Oreodera advena là một loài bọ cánh cứng trong họ Cerambycidae.